# Himantopus melanurus
La cigüeñuela de cola negra, tero real o perrito (Himantopus melanurus) es una especie de ave caradriforme de la familia Recurvirostridae propia de América del Sur. Está presente en Argentina, Bolivia, Uruguay, Chile, Brasil, Paraguay, excepto en la zona andina donde está presente la avoceta andina.

## Estatus taxonómico
Algunos autores que la consideran una subespecies de Himantopus himantopus o de Himantopus mexicanus.

## Características
Es un ave de unos 42 cm de longitud. Se caracteriza por un dorsal negro, y frente, corona y vientre (incluso las tapadas) blancos. Presenta un pico de 6 cm, largo y recto, así como patas largas rojas. Ojos rojos. Juveniles de coloración más parda, en el dorso.

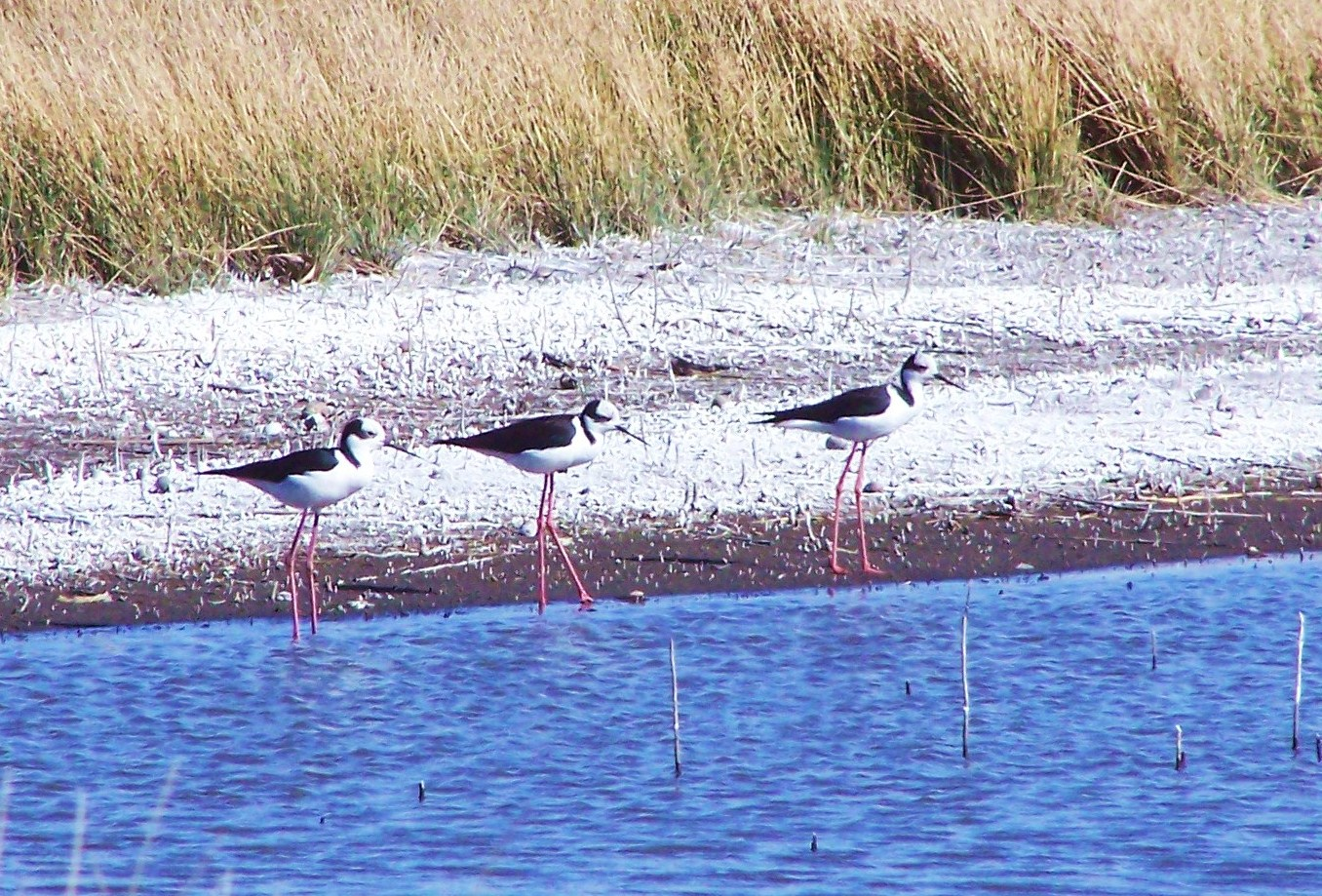
Tres teros reales

## Hábitat
Se encuentra en lagunas o lagos con vegetación palustre, y se alimenta en playas de barro. Normalmente en grupos.

## Galería

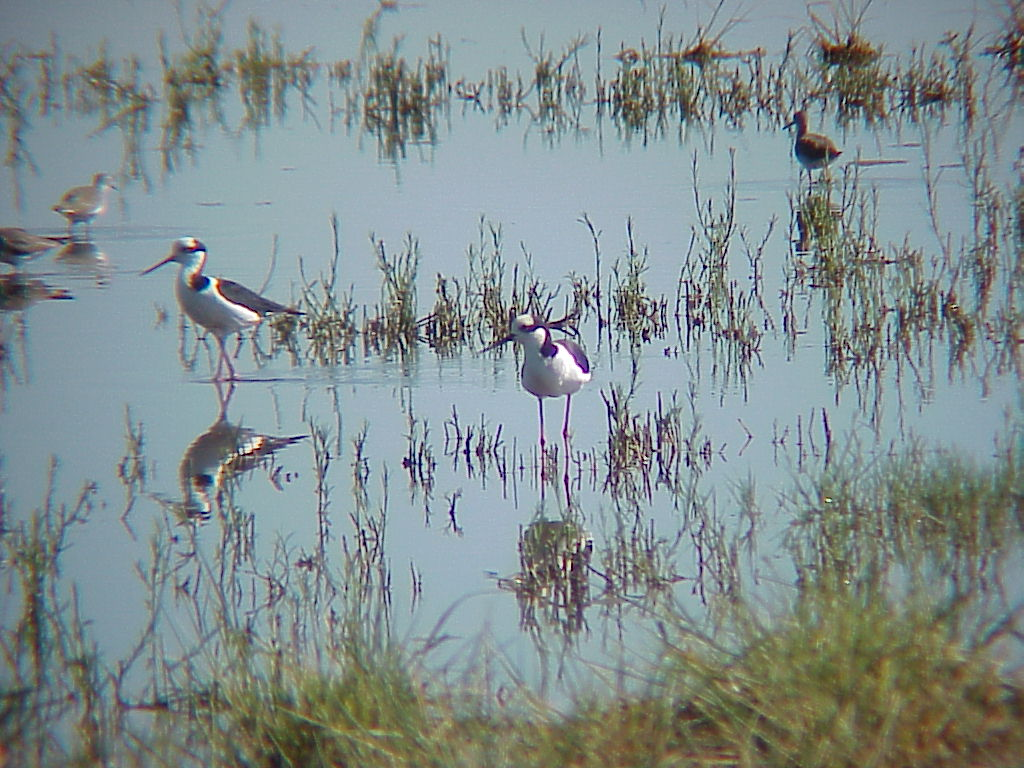